# Pitot-rör

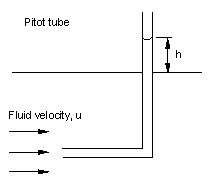
Pitotrör för bestämning av hastigheten för en strömmande fluid

Pitot-rör är i vätskesammanhang en anordning för att mäta vätskans stagnationstryck (totala tryck). Pitot-röret har en öppning (som ska riktas mot strömmen) där vätskan får strömma in tills jämvikt har uppnåtts. Då är vätskan närmast mynningen helt stilla, varför höjdskillnaden mellan vätskepelarens yta och mynningen i Pitot-röret motsvarar vätskans totala tryck (stagnationstryck). Det har visat sig att Pitot-röret är relativt okänsligt för inriktningsfel. Ett vinkelfel på ca 15 grader ger bara ett mätfel på några få procent. Väldigt bra användning att mäta flödet i sjöar och åar. Dock är det svårt att mäta med Pitot-röret nära den fria vattenytan.

## Dynamiskt tryck
Genom att kombinera Pitot-rörets mätning av vätskans stagnationstryck med en samtida mätning av vätskans statiska tryck, kan vätskans dynamiska tryck erhållas enligt följande samband:
{\displaystyle \Delta h=h_{tot}-h_{0}}
där:
Δh = Dynamisk tryckhöjd (mVp)
htot = Stagnationstryckhöjd (mVp) 
h0 = Statisk tryckhöjd (mVp)
Inom kanalströmningen sker detta genom att mäta höjdskillnaden mellan den fria vattenytan och vattenpelaren inne i Pitot-röret. Inom rörströmningen får Pitot-röret kombineras med en piezometeröppning eller ett piezometerrör. Man kan givetvis också använda ett kombinerat Pitot-piezometerrör.
Sambandet mellan dynamisk tryckhöjd och vätskans strömningshastighet ser ut enligt följande:
{\displaystyle \Delta h={\dfrac {v_{1}^{2}}{2\cdot g}}}
eller
{\displaystyle v_{1}={\sqrt {2\cdot g\cdot \Delta h}}}
där
Δh = Dynamisk tryck (mVp)
v2 = Vätskans hastighet (m/s)
g = Tyngdaccelerationen (9,82 m/s2)